# Shim Suk-hee
Shim Suk-hee (kor. 심석희; ur. 30 stycznia 1997 w Gangneung) – południowokoreańska łyżwiarka szybka specjalizująca się w short tracku, czterokrotna medalistka olimpijska, multimedalistka mistrzostw świata, trzykrotna medalistka zimowych igrzysk olimpijskich młodzieży.
Dwukrotnie uczestniczyła w zimowych igrzyskach olimpijskich. W 2014 roku wzięła udział w igrzyskach olimpijskich w Soczi. Wystartowała w czterech konkurencjach i zdobyła trzy medale olimpijskie – złoty w biegu sztafetowym (wraz z nią w sztafecie pobiegły Park Seung-hi, Cho Ha-ri, Kim A-lang i Kong Sang-jeong), srebrny w biegu na 1500 m i brązowy w biegu na 1000 m. Wystąpiła też na dystansie 500 m i zajęła 14. miejsce. W jej drugim starcie olimpijskim, w 2018 roku na igrzyskach w Pjongczangu, zaprezentowała się w tych samych konkurencjach co w Soczi. W biegu sztafetowym Koreanki ponownie zostały mistrzyniami olimpijskimi (w sztafecie poza Shim Suk-hee pobiegły Choi Min-jeong, Kim Ye-jin, Kim A-lang i Lee Yu-bin). Shim Suk-hee zajęła ponadto 6. miejsce w biegu na 1000 m, 17. miejsce na 500 m i 29. na 1500 m. 
W 2012 roku zdobyła trzy medale igrzysk olimpijskich młodzieży w Innsbrucku – dwa złote w biegach na 500 i 1000 m oraz brązowy w sztafecie. W latach 2013–2019 wywalczyła dwadzieścia medali mistrzostw świata (jedenaście złotych, pięć srebrnych i cztery brązowe), w 2017 trzy medale zimowych igrzysk azjatyckich (dwa złote i jeden srebrny), a w 2012 roku została dwukrotną mistrzynią świata juniorek. Wielokrotnie stawała na podium zawodów Pucharu Świata w sezonach 2012/2013–2018/2019.